# Bayreuthi Ünnepi Játékok
A Bayreuthi Ünnepi Játékok (németül Bayreuther Festspiele) 1876-ban elindított és 1951 óta évenként megrendezésre kerülő nyári zenei fesztivál a németországi Bayreuthban, egyike a világ legjelentősebb operafesztiváljainak. A Bayreuthi Ünnepi Játékok – amelynek elindítója Richard Wagner volt – célja a német zeneszerző operáinak bemutatása, mely előadásainak helyszínét, a Bayreuthi Fesztiválpalotát (Bayreuth Festspielhaus) Wagner irányításával Gottfried Semper építész tervezte. A fesztivál már megnyitásakor a legkiválóbb művészeket és gondolkodókat fogadhatta vendégei között, köztük Liszt Ferenc, Anton Bruckner, Edvard Grieg, Csajkovszkij, Saint-Saëns és Lev Tolsztoj valamint Friedrich Nietzsche. A majdnem százötven éve megrendezésre kerülő ünnepi játékokon mind a mai napig a világ legjelentősebb művészei lépnek fel, a fesztivál előadásait hagyományosan július 25-e és augusztus 28-a között tartják.
A 2020-as játékokat a koronavírus járvány miatt nem tartották meg.

## A fesztivál előtörténete

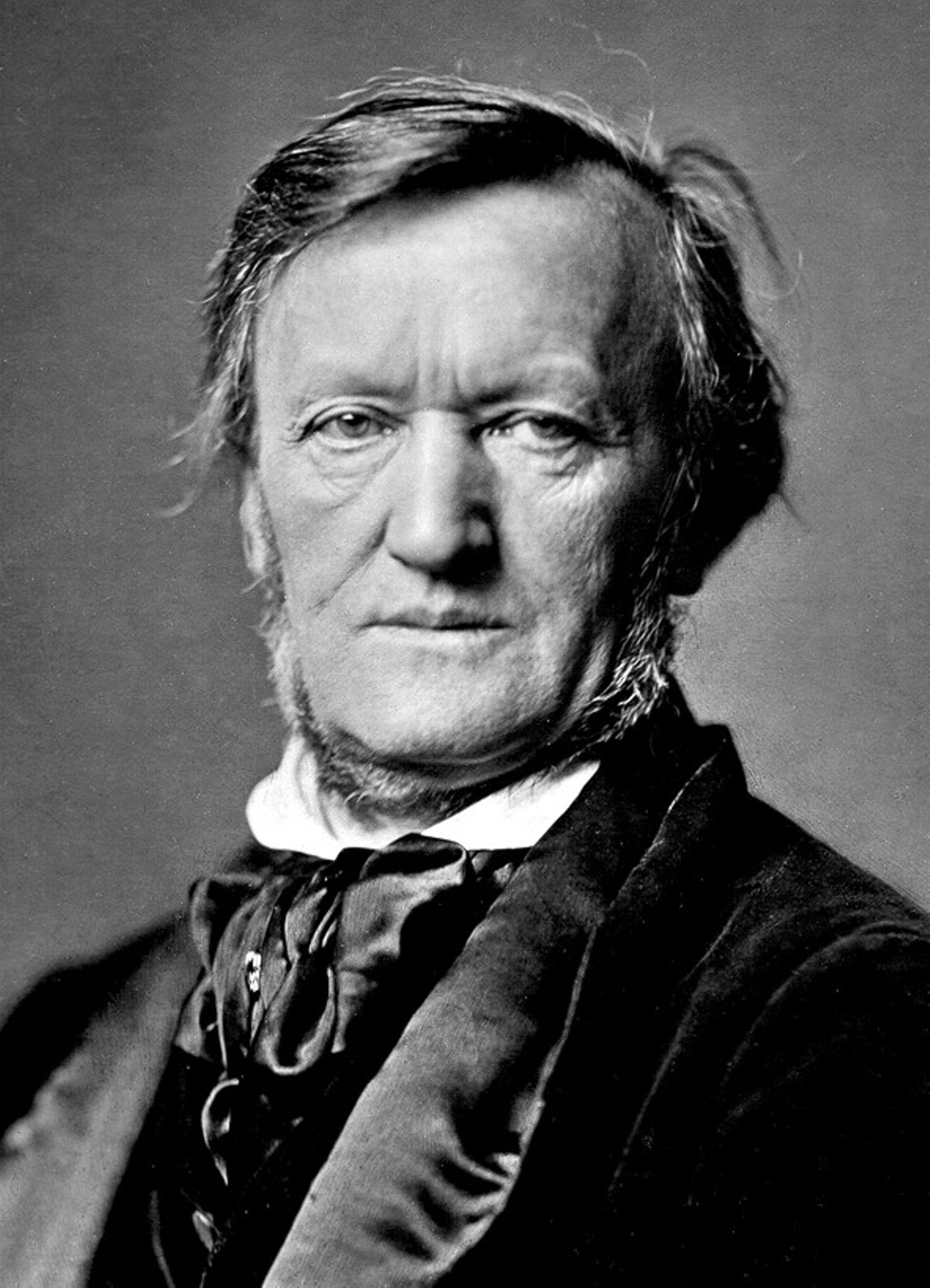
Richard Wagner 1871-ben

A fesztivál alapításának gondolata Wagnertől származik, aki művei bemutatása tekintetében művészi és pénzügyi függetlenségre vágyott. Miután korábbi pártfogójával, II. Lajos bajor királlyal elhidegült a kapcsolata, mert kitiltották Münchenből, egy ideig nem gondolt az eredeti elképzelésre, Bayreuthra. Ekkor nürnbergi helyszínben gondolkodott, ami tematikailag is kötődött például A nürnbergi mesterdalnokok című operájához. Richter János egyik levelében azonban javasolta a zeneszerzőnek, hogy mégis maradjon az eredeti bayreuthi helyszínnél. Ezt három indokkal is alátámasztotta. Először is: Bayreuth rendelkezik egy remek játszóhellyel, az 1748-ban felépült Markgräfliches Opernhausszal, amit III. Frigyes, Brandenburg-Bayreuthi őrgróf és felesége, Friederike Sophie Wilhelmine (Nagy Frigyes nővére) építtetett. Befogadó képessége és jó akusztikája mind megfelelhet Wagner elképzeléseinek. Másodszor, Bayreuth városa kívül esett azon a körzeten, ahol Wagner nem volt jogosult előadni saját műveit, amelyek jogát még 1864-ben adta el, pénzügyi nehézségei miatt. Végül a városnak nem volt komoly kulturális élete, ami konkurenciát jelentett volna Wagner művészi elképzelései számára. Ily módon a fesztivál a város kulturális életének meghatározó eleme lehet.

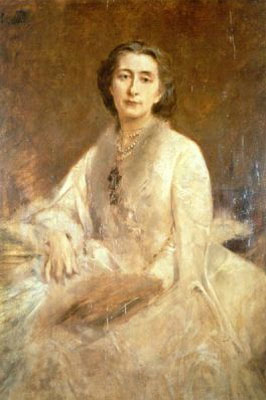
Cosima Wagner, a fesztivál irányítója 1883 és 1906 között (Franz von Lenbach festménye 1879-ből)

1870 áprilisában Wagner és felesége, Cosima, Liszt Ferenc lánya ellátogatott Bayreuthba, de a 18. században épült operaházat nem találták megfelelőnek. Az épület a barokk operaelőadások számára készült, így nem lehetett benne elhelyezni a Wagner által kívánt nagy zenekart, és megvalósíthatatlanok voltak az elképzelt színpadi jelenetek. Theodor Muncker polgármester azonban nyitott volt a Wagner elképzelései szerinti új színház felépítésére, és úgy vélték, hogy a fesztivált 1873-ban akár meg is lehetne nyitni. Az 1871 tavaszán, Bismarck kancellárral folytatott eredménytelen megbeszélés után Wagner adománygyűjtő körútra indult Németországban, megfordult például Lipcsében és Frankfurtban is. 1872. február 1-jén Muncker polgármester, Friedrich Feustel bankár és Käfferlein ügyvéd részvételével megalakult a fesztivál szervezését ellenőrző „végrehajtó bizottság”.
Az első közadakozási akció kiábrándító eredménnyel zárult. Erőfeszítéseiket azonban tovább fokozták, és Wagner barátja és csodálója, Emil Heckel segítségével létrehozták a Wagner Társaságot, elősegítendő az új jegyzéseket. További társaságok jöttek létre, többek között Lipcsében, Berlinben és Bécsben. A közvetlen felhívások ellenére, amelyek arra alapoztak, hogy Wagner az új Németország zeneszerzője, a társaságok és alapítványok a szükséges befektetési összegeknek csak a töredékét tudták biztosítani. Az eredmény ismeretében Wagner ismét Bismarckhoz fordult, de ismét elutasították. Elkeseredésében – kételyei ellenére – korábbi patrónusánál, II. Lajosnál próbált szerencsét pénzügyi segély ügyében. 1874 januárjában az uralkodó mégis adományozott 100 000 tallért, így a színház tervezését Gottfried Semper építész hamarosan elkezdhette, a 380 méter magas Grüner Hügel-dombra. A tervezett 1875-ös nyitást az építkezés elhúzódása és egyéb problémák miatt egy évvel elhalasztották.

## A játékok megnyitása után

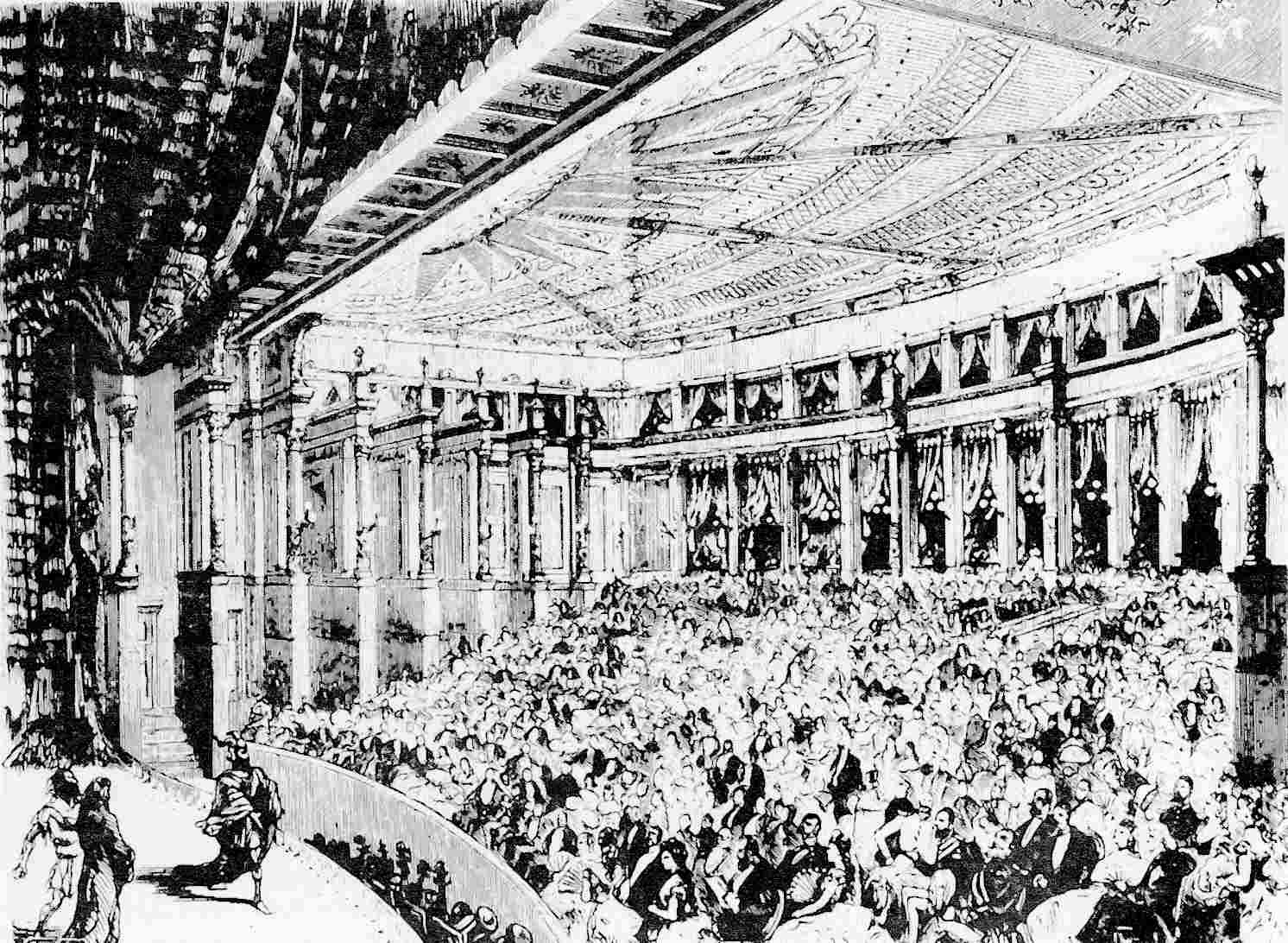
Az első bemutatóról készült rajz, A Rajna kincse 1876-ban

A színház és ezzel a Bayreuthi Ünnepi Játékok 1876. augusztus 13-án, A Rajna kincse, a Ring első darabjának előadásával nyitotta meg a kapuit, az operát a Wagnerrel jó barátságot ápoló magyar karmester, Richter János vezényelte. Az előadást megtekintette I. Vilmos német és II. Péter brazil császár, II. Lajos inkognitóban (feltehetően nem akart találkozni Vilmossal) és számos előkelőség, a filozófus Friedrich Nietzsche, a vezető zeneszerzők közül például Liszt Ferenc, Anton Bruckner, Edvard Grieg és Pjotr Iljics Csajkovszkij.
Művészileg a fesztivál rendkívül sikeres volt. Csajkovszkij, a fesztivál orosz tudósítójaként ezt írta: „Valami olyan történt Bayreuthban, amelyre unokáink és az ő gyerekeik is emlékezni fognak.” Pénzügyileg azonban maga volt a katasztrófa, 150 000 márkás deficittel zártak. Wagner fel is adta a következő évi fesztivál megrendezésére vonatkozó tervét, és rövid pihenés után Londonba utazott, hogy – a pénzügyi deficit csökkentése érdekében – vezényeljen néhány hangversenyen. Jóllehet a fesztivál anyagilag változatlanul problémákkal küzdött a következő években is, befolyásos wagneriánusok, mint például II. Lajos támogatásának köszönhetően mégis életben maradt.
A fesztiválon a kezdetektől vezető karmesterek és énekesek működtek közre, többen közülük fizetés nélkül. Ezek közé tartozott a magyar karmester, Richter János is, aki az 1876-os premieren vezényelte a Ringet. Egy másik jelentős karmester Bayreuthban Hermann Levi (egy zsidó rabbi fia) volt, akit személyesen Wagner választott ki a Parsifal 1882-es bemutatójának vezénylésére (asszisztense a fiatal Engelbert Humperdinck volt). A Parsifal (Wagner műfaji meghatározása szerint „színpadi szent ünnepi játék”) egyébként Wagner utolsó operája volt, amelyet szerzője kifejezetten Bayreuth számára írt, a Wagner-színház akusztikai és színpadi lehetőségei figyelembe vételével.
Wagner 1883-ban bekövetkezett halála után az özvegye, Cosima folytatta a fesztivál ügyeinek intézését, és ebben az évben tizenkétszer adták elő a Parsifalt. A következő időszakban egy- vagy kétévenként rendezték meg a fesztivált. Cosima az előadásokra folyamatosan bevezette Wagner többi operáját is. A következő két évtizedben Levi maradt a vezető karmester. A Trisztán és Izoldát azonban Felix Mottl – aki 1876-tól 1901-ig vezényelt a fesztiválon – mutatta be 1876-ban. Az 1920-as évekig az előadások szigorúan tradicionális rendben folytak, köszönhetően II. Lajos támogatásának is. Nem alkalmaztak vágásokat a hosszú művekben, nem tettek engedményeket a türelmetlenebb nézők számára sem. Cosima állandósította a Parsifal és A Nibelung gyűrűje előadásait a fesztiválokon, és minden változtatás ellen volt, amit a fia, Siegfried Wagner akart volna. „A papa nem így csinálta 1876-ban?” – kérdezte ilyenkor.
Cosima Wagner 1906-ban visszavonult, és ekkor a fia, Siegfried Wagner vette át a fesztivál irányítását, és új rendezéseket, új előadói stílust vezetett be. Az ő korai, 1930-ban bekövetkezett halála után angliai születésű felesége, Winifred Wagner folytatta a munkát, Heinz Tietjen rendezői segítségével.

## Bayreuth a náci érában

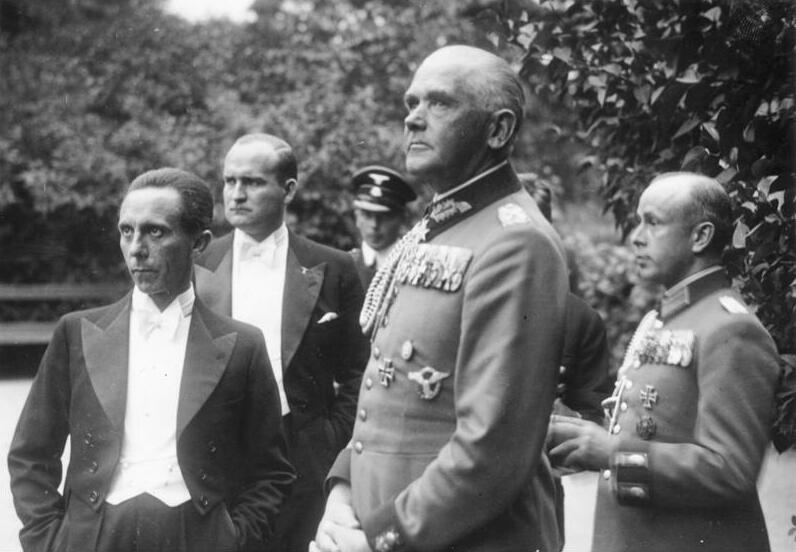
Joseph Goebbels és Werner von Blomberg 1937-ben, Bayreuthban

Winifred Wagner szimpátiával tekintett a Németországban előretörő fasiszta pártra, és Adolf Hitler a közeli barátjának számított. E kapcsolatnak köszönhetően a fesztivál bizonyos fokú szabadságot élvezett a Harmadik Birodalomban. Ironikus, hogy Hitler rendszeresen látogatta a bayreuthi előadásokat, amelyeken zsidó énekesek is felléptek, akik egyébként már ki voltak tiltva minden német színházból. A kor legnagyobb hőstenorja, Max Lorenz is rendszeresen fellépett a fesztiválon annak ellenére, hogy zsidó nő volt a felesége. Winifred befolyása olyan nagy volt Hitlerre, hogy az levelet írt a közismerten antifasiszta olasz karmesternek, Arturo Toscanininek, hogy vegyen rész a fesztiválon. Toscanini visszautasította ezt. 1933-tól 1942-ig a fesztivál vezető karmestere Karl Elmendorff volt.
A fesztiválon ebben az időben szakítottak először azokkal a hagyományokkal, amiket a 19. században még Richard Wagner alapozott meg. A bevezetett újítások és változtatások ellen sokan tiltakoztak, például Toscanini és Richard Strauss, de még a Wagner család néhány tagja is. Véleményük szerint a profanizálás Wagner-ellenes volt. Mindazonáltal Hitler jóváhagyta a változtatásokat, megnyitva az utat a további újításokhoz az elkövetkező évtizedekben.
A második világháború alatt a fesztivál gyakorlatilag a náci állam irányítása alatt állt, amely továbbra is támogatta az előadásokat a frontról visszakerült sebesült katonák számára. A katonák zöme kényszerből vett részt az operaelőadásokon, és unalmasnak találta azt. Mivel azonban „a Führer vendégei” voltak, nem panaszkodhattak.

## A második világháború után

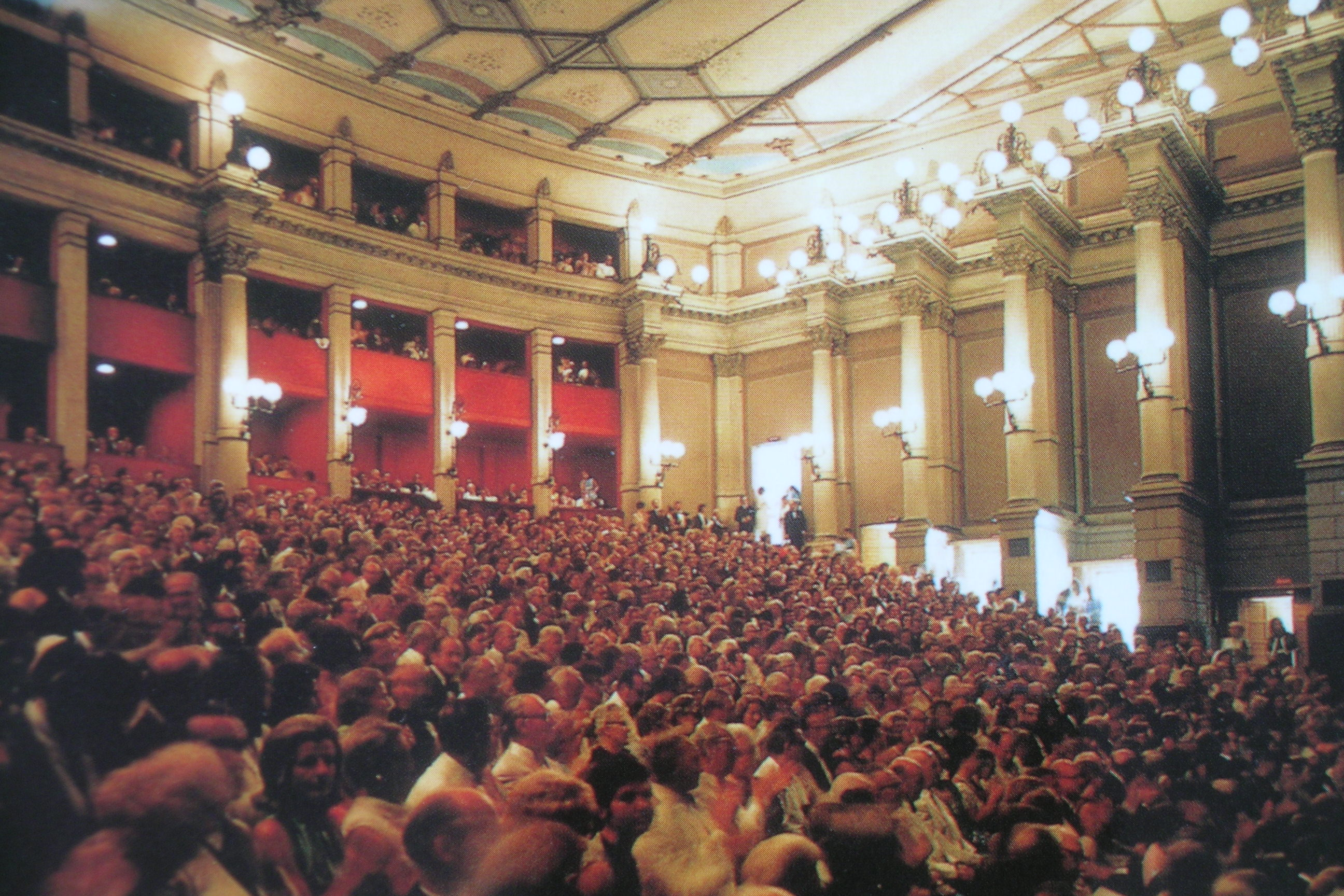
A Fesztiválpalota nézőtere

A világháború utolsó napjaiban Bayreuth kétharmada elpusztult a szövetségesek bombatámadásai következtében, de a Fesztiválpalota sértetlen maradt. A háború után Winifred Wagnert elítélték a fasiszta hatalom támogatása miatt, de enyhítő körülményként értékelték, hogy nem engedte a színház katonai célokra való felhasználását, így a büntetését felfüggesztették, de a fesztivál vezetésétől eltiltották. Az ünnepi játékok ügye fiaira, Wolfgang és Wieland Wagnerre hárult.
A terület amerikai megszállása alatt a színházat az amerikai katonák szórakoztatására és vallási rendezvényeik céljára használták. Csak népszerű hangversenyeket és egyéb vegyes szórakoztató eseményeket tartottak benne: vígjáték, tánc, akrobatika, és csak A denevért, ifj. Johann Strauss operettjét állították színpadra. 1946-ban az épületet Bayreuth város kezelésébe adták, és a Bayreuthi Szimfonikus Zenekar tartott benne hangversenyeket, de bemutattak néhány operát is (Fidelio, A hegyek alján, Pillangókisasszony, Traviata). A fesztivál újraindításáról folyamatosan tárgyaltak, végül 1951. július 21-én Beethoven 9. szimfóniájával, majd az ezt követő Parsifal előadással elkezdődött a Bayreuthi Ünnepi Játékok újabb kori sorozata.
Wieland Wagner irányításával az „Új Bayreuth” forradalmi korszakába lépett. A gondosan, naturalisztikus részletekkel megvalósított előadások helyébe modern, minimalista stílusú produkciókat állítottak. A háború előtti változtatások ezekhez képes igencsak visszafogottnak tűntek, és először a fesztivál történetében, az előadások végén a közönség gyakran kifütyülte a produkciót. Különösen nevetség tárgya lett Wieland 1965-ös Nürnbergi mesterdalnokok-bemutatója. Az előadás, megfosztva minden látványosságtól, a konzervatívok szemében a „szent német hagyomány” bemocskolásának számított.
Wieland hevesen védelmezte változtatásait, amellyel megkísérelte a „láthatatlan színpad” létrehozását, ami lehetővé tette a közönség számára a dráma pszichoszociális vonatkozásait megtapasztalni, minden figyelmet elvonó elképzelés és aprólékos díszlet nélkül. Mások úgy vélték, hogy a Wagner műveinek német és történelmi elemeitől való lecsupaszításával Wieland Bayreuth nacionalista múltjától való szakítását akarta elérni, és ezzel a produkciói mindenkihez szóltak. Az idők múltával sok kritikus azonban értékelni kezdte Wieland újraértelmezéseit. Wieland Wagner innovatív produkcióit összehasonlítva fivére, Wolfgang Wagnerével, utóbbiak fantáziátlannak tűnnek. Amennyiben Wieland előadásai radikálisnak számítanak, a Wolfgangéi regresszívek, aki feltámasztott sok naturalista és romantikus elemet a háború előtti produkciókból.
Körülbelül ebben az időben (1955) a közönség bővítése érdekében, a fesztivál társulata komplett előadásokat vitt Párizsba és Barcelonába (Parsifal, A walkür, Trisztán és Izolda).
Amikor Wieland 1966-ban meghalt tüdőrákban, mindenki kíváncsi volt Bayreuth jövőjére Wolfgang irányítása alatt. Többen megkérdőjelezték Bayreuth vezető szerepét a német operaházak között, egyesek szerint pedig máshol érdekesebb produkciók voltak.

## A „Bayreuth műhely”
Míg Wolfgang Wagner az 1970-es évek elején folytatta a fesztivál ügyeinek intézését, az előadásokon számos új rendező működött közre. Wolfgang ezt „Bayreuth műhely”-nek nevezte. Az ötlet egyrészt lehetőséget biztosított arra, hogy a rendezők új módszerekkel kísérletezhessenek az operák színpadra állítása során, másrészt viszont a változtatásra mindenképpen szükség volt, mert Wolfgangnak nem lett volna ideje az adminisztratív ügyek mellett a rendezésre is. Így lehetősége volt a fesztiválnak arra, hogy megújítsa előadásait, ahelyett, hogy mindig, évről évre azonos rendezésű produkciókkal állt volna ki.
A Bayreuth műhely legszenzációsabb produkciója a Ring tetralógia 1976-os, centenáriumi előadása volt a francia Patrice Chéreau rendezésében, Pierre Boulez dirigálásával. Chéreau rendezése a 19. századi megoldást korszerűsítette, ugyanakkor figyelembe vette George Bernard Shaw interpretációját is, amely a 19. századi kapitalisták és a munkásosztály közötti viszonyt látta a Ring történetében. A közönség ítélete ebben a kérdésben megoszlott, de az előadásokat és az előadókat vitán felül a világ a legjobbjainak tartotta.
A Bayreuth műhely munkájában Chéreau-n kívül számos más híres rendező is részt vett: Jean-Pierre Ponnelle, Sir Peter Hall (Royal Shakespeare Company), Götz Friedrich (Deutsche Oper Berlin), Harry Kupfer (Berlini Állami Opera) és Heiner Müller (Berliner Ensemble). Meghívták Ingmar Bergman svéd filmrendezőt is, aki sikeres operafilmet készített A varázsfuvolából, de ő nem fogadta el az invitálást.
Wolfgang Wagner elszántsága megújította a fesztivált, és megnövelte hírnevét a világ vezető operaházai között.

## A 21. században

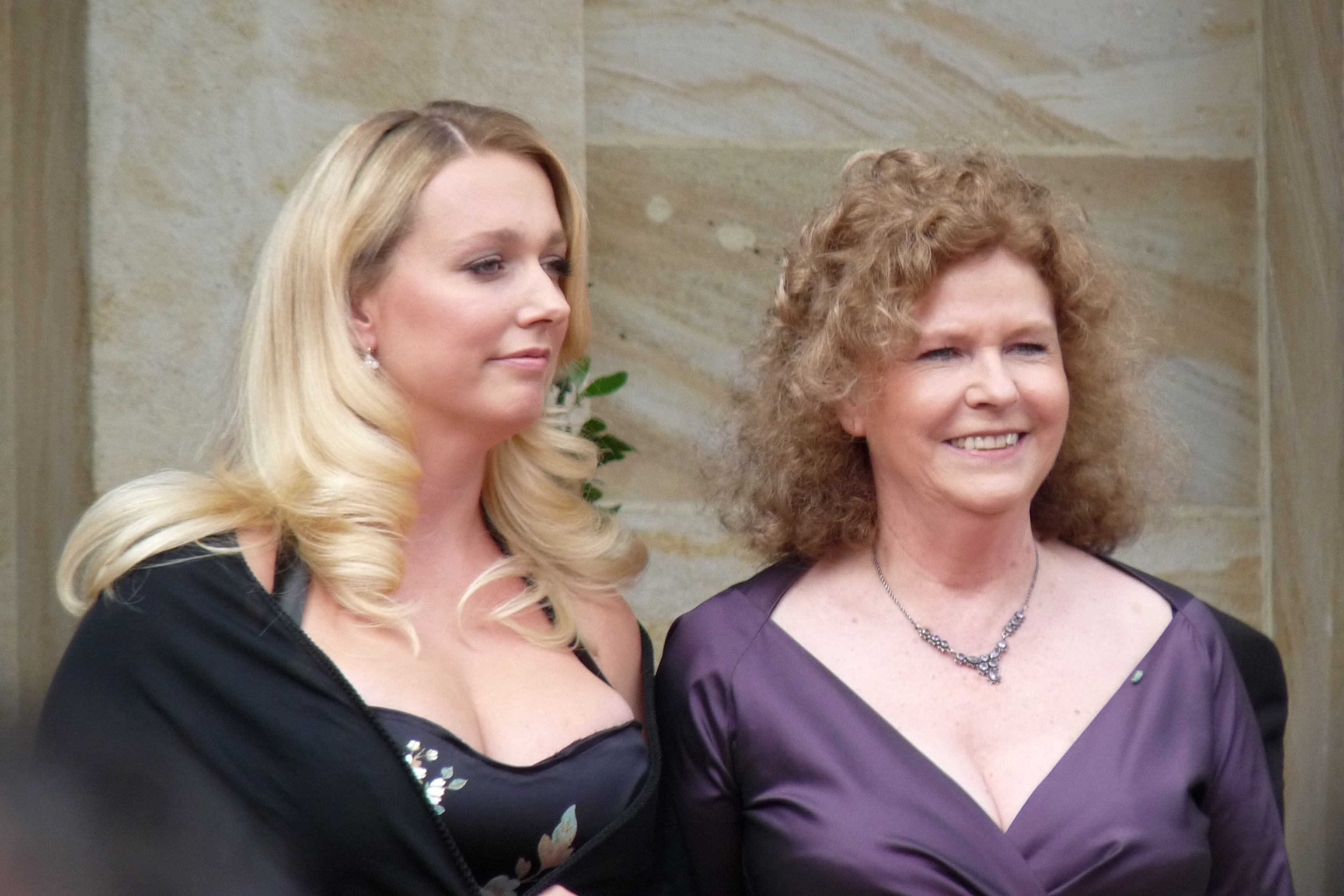
Katharina Wagner és Eva Wagner-Pasquier a 2009-es fesztiválon

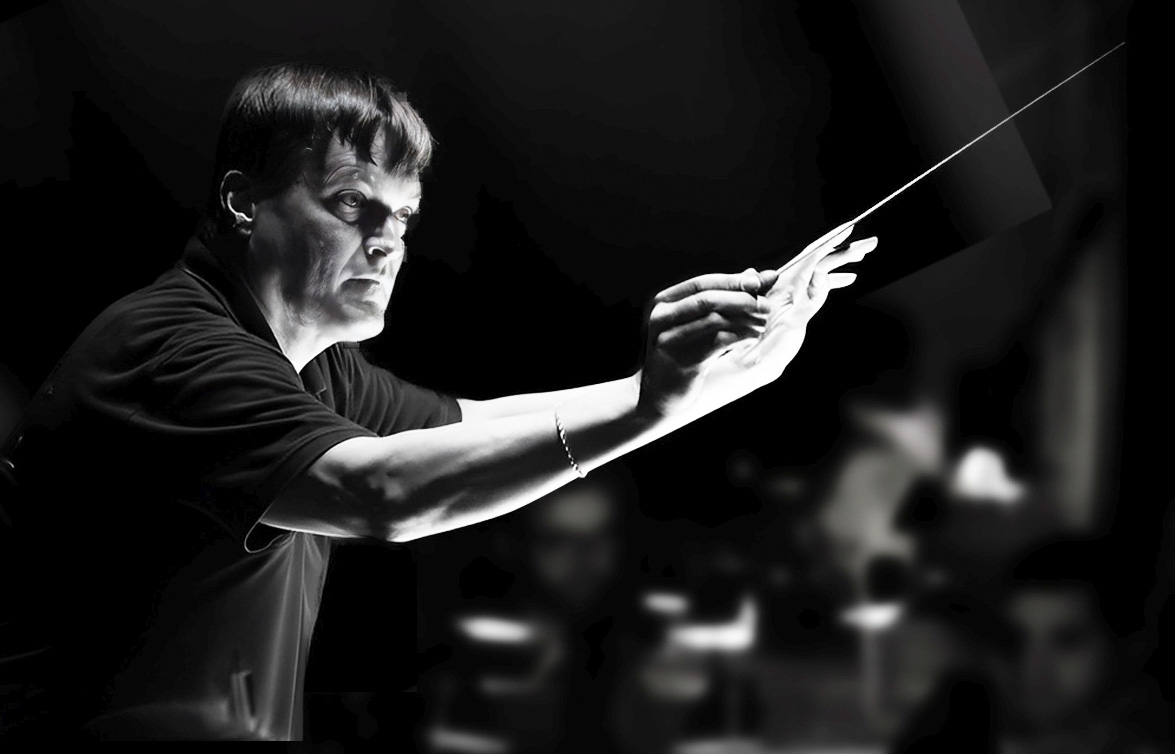
Christian Thielemann, 2015 óta a fesztivál zenei igazgatója

A 2000-es évek elején nem kis bizonytalanságot jelentett a fesztivál vezetését illetően Wolfgang Wagner 2008 augusztusára tervezett visszavonulása. 2001-ben a fesztivál 21 tagú igazgatótanácsa Eva Wagner-Pasquier-t, Wolfgang lányát szavazta meg utódnak. Wolfgang Wagner azonban azt javasolta, hogy a vezetést második felesége, Gudrun és lányuk, Katharina kapja meg. Gudrun azonban meghalt 2007-ben, s ezután Eva Wagner-Pasquier és Katharina Wagner közösen kapta meg a megbízatást a fesztivál vezetésére. Ők két rokonukat, Nike Wagnert és Gérard Mortier-t is bevonták az igazgatótanács munkájába. A fesztivál zeneigazgatója és az igazgatótanács vezető tanácsadója Christian Thielemann karmester lett. A 2015-ös fesztivál végétől, Eva Wagner-Pasquier távozása után, Katharina Wagner viszi tovább a munkát (Thielemann-nal közösen).
A Bayreuthi Ünnepi Játékok számtalan érdeklődőt vonz a világ minden tájáról. Jegyet vásárolni azonban rendkívül nehéz, mert a kereslet (a becslések szerint 500 000) jelentősen meghaladja az elérhető 58 000 darabos jegyszámot. A várakozási idő általában öt-tíz év. A benyújtott kérelmeket ráadásul minden évben meg kell újítani, ellenkező esetben az igényt hátrébb sorolják. Bizonyos számú jegyet kisorsolnak a Bayreuth Baráti Társaság tagjai, a pénzügyi támogatók, neves mecénások és a nemzetközi Wagner társaságok között.
2009-ben a fesztivál a gyermekek felé is nyitott: 6–10 éves gyerekek számára előadták A bolygó hollandi mintegy egyórás változatát. A rendező Alvaro Schoeck, a karmester Christoph Ulrich Meier volt. Tervezik további hasonló gyermekelőadások megrendezését is.
A századik bayreuthi fesztivált 2011-ben rendezték meg, s a játékok keretében addig 2485 bemutatót tartottak. A századik játékokat 2011. július 25-én a Tannhäuserrel nyitották meg, Sebastian Baumgarten vadonatúj rendezésében, Thomas Hengelbrock dirigálásával.

## Média
Az első élő rádióközvetítés 1931. augusztus 18-án volt, a Deutsche Stunde közvetítette a Fesztiválpalotából a Wilhelm Furtwängler által vezényelt Trisztán és Izoldát. A közvetítést több mint 200 európai, amerikai és afrikai állomás vette át, ez volt az első világméretű műsorszolgáltatás.
Számos bayreuthi produkciót filmre, DVD-re vettek, A Nibelung gyűrűjét például többször is. Az első nyilvánosság számára tartott élő közvetítés 2008-ban volt, amikor a Siemens Fesztiváli Esték keretében A nürnbergi mesterdalnokokat láthatta a közönség egy hatalmas kivetítőn. 2010-től az előadásokat az interneten is lehet élőben követni.

## Bayreuthi operabemutatók
| Év                         | Opera                      | Karmester | Rendező                 | Díszlettervező                             | Jelmeztervező                              |
| -------------------------- | -------------------------- | --- | ----------------------- | ------------------------------------------ | ------------------------------------------ |
| 1876                       | A Nibelung gyűrűje         | Richter János | Richard Wagner          | Joseph Hoffmann                            | Carl Emil Doepler                          |
| 1882(–1933)                | Parsifal                   | Hermann Levi (1882–84, 1886, 1889, 1891–92, 1894), Franz Fischer (1882-84, 1899), Richard Wagner (1882), Felix Mottl (1888, 1897), Anton Seidl (1897), Karl Muck (1901–02, 1906, 1908–09, 1911–12, 1914, 1924–25, 1927–28, 1930), Michael Balling (1904, 1906, 1908, 1911–12), Franz Beidler (1906), Siegfried Wagner (1909), Willibald Kaehler (1924–25), Arturo Toscanini (1931), Richard Strauss (1933) | Richard Wagner          | Max Brückner, Paul von Joukowsky           | Paul von Joukowsky                         |
| 1886(–1906)                | Trisztán és Izolda         | Felix Mottl (1886, 1889, 1891–92, 1906), Michael Balling (1906) | Cosima Wagner           | Max Brückner                               | Joseph Flüggen                             |
| 1888(–1899)                | A nürnbergi mesterdalnokok | Richter János (1888–89, 1892, 1899), Felix Mottl (1892) | August Harlacher        | Max Brückner                               |                                            |
| 1891(–1904)                | Tannhäuser                 | Felix Mottl (1891–92), Richard Strauss (1894), Siegfried Wagner (1904) | Cosima Wagner           | Max Brückner                               | Joseph Flüggen                             |
| 1894(–1909)                | Lohengrin                  | Felix Mottl (1894), Siegfried Wagner (1908–09), Karl Muck (1909) | Cosima Wagner           | Max Brückner                               | Joseph Flüggen                             |
| 1896(–1931)                | A Nibelung gyűrűje         | Richter János (1896–97, 1901–02, 1904, 1906, 1908), Felix Mottl (1896), Siegfried Wagner (1896–97, 1899, 1901–02, 1906, 1911–12, 1928), Franz Beidler (1904), Michael Balling (1909, 1911–12, 1914, 1924–25), Franz von Hoeßlin (1927–28), Karl Elmendorff (1930–31) | Cosima Wagner           | Max Brückner                               | Arpad Schmidhammer, Hans Thoma             |
| 1901(–1902)                | A bolygó hollandi          | Felix Mottl | Siegfried Wagner        | Max Brückner                               | Max Roßmann                                |
| 1911(–1925)                | A nürnbergi mesterdalnokok | Richter János (1911–12), Fritz Busch (1924), Karl Muck (1925) | Siegfried Wagner        | Max Brückner                               | Daniela Thode                              |
| 1914                       | A bolygó hollandi          | Siegfried Wagner | Siegfried Wagner        | Siegfried Wagner                           | Daniela Thode, Max Roßmann                 |
| 1927(–1931)                | Trisztán és Izolda         | Karl Elmendorff (1927–28), Arturo Toscanini (1930), Wilhelm Furtwängler (1931) | Siegfried Wagner        | Kurt Söhnlein                              | Daniela Thode, Irma Nierenheim             |
| 1930(–1931)                | Tannhäuser                 | Arturo Toscanini | Siegfried Wagner        | Kurt Söhnlein                              | Daniela Thode, Irma Nierenheim             |
| 1933(–1934)                | A nürnbergi mesterdalnokok | Karl Elmendorff, Heinz Tietjen | Heinz Tietjen           | Emil Preetorius                            | Emil Preetorius, Kurt Palm                 |
| 1933(–1942)                | A Nibelung gyűrűje         | Karl Elmendorff (1933–34, 1942), Heinz Tietjen (1934, 1936, 1938–39, 1941), Wilhelm Furtwängler (1936–37), Franz von Hoeßlin (1940) | Heinz Tietjen           | Emil Preetorius                            | Emil Preetorius, Kurt Palm                 |
| 1934(–1936)                | Parsifal                   | Franz von Hoeßlin (1934), Richard Strauss (1934), Wilhelm Furtwängler (1936) | Heinz Tietjen           | Alfred Roller                              | Emil Preetorius, Alfred Roller             |
| 1936(–1937)                | Lohengrin                  | Wilhelm Furtwängler (1936), Heinz Tietjen (1936–37) | Heinz Tietjen           | Emil Preetorius                            | Emil Preetorius                            |
| 1937(–1939)                | Parsifal                   | Wilhelm Furtwängler (1937), Franz von Hoeßlin (1938–39) | Heinz Tietjen           | Wieland Wagner                             | Alfred Roller, Wieland Wagner              |
| 1938(–1939)                | Trisztán és Izolda         | Karl Elmendorff (1938), Victor de Sabata (1939) | Heinz Tietjen           | Emil Preetorius                            | Emil Preetorius                            |
| 1939(–1942)                | A bolygó hollandi          | Karl Elmendorff (1939–41), Richard Kraus (1942) | Heinz Tietjen           | Emil Preetorius                            | Emil Preetorius                            |
| 1943(–1944)                | A nürnbergi mesterdalnokok | Wilhelm Furtwängler, Hermann Abendroth | Heinz Tietjen           | Wieland Wagner                             | Kurt Palm, Emil Preetorius, Wieland Wagner |
| 1951(–1973)                | Parsifal                   | Hans Knappertsbusch (1951–52, 1954–64), Clemens Krauss (1953), André Cluytens (1957, 1965), Pierre Boulez (1966–68, 1970), Horst Stein (1969), Eugen Jochum (1971–73) | Wieland Wagner          | Wieland Wagner                             | Charlotte Vocke                            |
| 1951(–1952)                | A nürnbergi mesterdalnokok | Herbert von Karajan (1951), Hans Knappertsbusch (1951–52) | Rudolf Otto Hartmann    | Hans C. Reissinger                         | Margarete Kaulbach                         |
| 1951(–1958)                | A Nibelung gyűrűje         | Herbert von Karajan (1951), Hans Knappertsbusch (1951, 1956–58), Joseph Keilberth (1952–56), Clemens Krauss (1953) | Wieland Wagner          | Wieland Wagner                             | Ingrid Jorissen                            |
| 1952(–1953)                | Trisztán és Izolda         | Herbert von Karajan (1952), Eugen Jochum (1953) | Wieland Wagner          | Wieland Wagner                             | Fred Thiel                                 |
| 1953(–1954)                | Lohengrin                  | Joseph Keilberth (1953–54), Eugen Jochum (1954) | Wolfgang Wagner         | Wolfgang Wagner                            | Fred Thiel                                 |
| 1954(–1955)                | Tannhäuser                 | Joseph Keilberth (1954–55), Eugen Jochum (1954), André Cluytens (1955) | Wieland Wagner          | Wieland Wagner                             | Kurt Palm                                  |
| 1955(–1956)                | A bolygó hollandi          | Joseph Keilberth (1955–56), Hans Knappertsbusch (1955) | Wolfgang Wagner         | Wolfgang Wagner                            | Kurt Palm                                  |
| 1956(–1960)                | A nürnbergi mesterdalnokok | André Cluytens (1956–58), Erich Leinsdorf (1959), Hans Knappertsbusch (1960) | Wieland Wagner          | Wieland Wagner                             | Kurt Palm                                  |
| 1957(–1959)                | Trisztán és Izolda         | Wolfgang Sawallisch | Wolfgang Wagner         | Wolfgang Wagner                            | Kurt Palm                                  |
| 1958(–1962)                | Lohengrin                  | André Cluytens (1958), Lovro von Matačić (1959), Heinz Tietjen (1959), Ferdinand Leitner (1960), Lorin Maazel (1960), Wolfgang Sawallisch (1962) | Wieland Wagner          | Wieland Wagner                             | Kurt Palm                                  |
| 1959(–1965)                | A bolygó hollandi          | Wolfgang Sawallisch (1959–61), Otmar Suitner (1965) | Wieland Wagner          | Wieland Wagner                             | Kurt Palm                                  |
| Év                         | Opera                      | Karmester | Rendező                 | Díszlettervező                             | Jelmeztervező                              |
| 1960(–1964)                | A Nibelung gyűrűje         | Rudolf Kempe (1960–63), Berislav Klobucar (1964) | Wolfgang Wagner         | Wolfgang Wagner                            | Kurt Palm                                  |
| 1961(–1967)                | Tannhäuser                 | Wolfgang Sawallisch (1961–62), Otmar Suitner (1964), André Cluytens (1965), Melles Károly (1966), Berislav Klobucar (1967) | Wieland Wagner          | Wieland Wagner                             | Kurt Palm                                  |
| 1962(–1970)                | Trisztán és Izolda         | Karl Böhm (1962–64, 1966, 1968–70) | Wieland Wagner          | Wieland Wagner                             | Kurt Palm                                  |
| 1963(–1964)                | A nürnbergi mesterdalnokok | Thomas Schippers (1963), Karl Böhm (1964), Robert Heger (1964) | Wieland Wagner          | Wieland Wagner                             | Kurt Palm                                  |
| 1965(–1969)                | A Nibelung gyűrűje         | Karl Böhm (1965–66; A Walkür és Az istenek alkonya 1967), Otmar Suitner (1966–67), Lorin Maazel (1968) | Wieland Wagner          | Wieland Wagner                             | Kurt Palm                                  |
| 1967(–1972)                | Lohengrin                  | Rudolf Kempe (1967), Berislav Klobucar (1967), Alberto Erede (1968), Silvio Varviso (1971–72) | Wolfgang Wagner         | Wolfgang Wagner                            | Kurt Palm                                  |
| 1968(–1975)                | A nürnbergi mesterdalnokok | Berislav Klobucar (1968–69), Hans Wallat (1970), Silvio Varviso (1973–74), Heinrich Hollreiser (1975) | Wolfgang Wagner         | Wolfgang Wagner                            | Kurt Palm                                  |
| 1969(–1971)                | A bolygó hollandi          | Silvio Varviso (1969–70), Karl Böhm (1971), Hans Wallat (1971) | August Everding         | Josef Svoboda                              | Jörg Zimmermann                            |
| 1970(–1975)                | A Nibelung gyűrűje         | Horst Stein | Wolfgang Wagner         | Wolfgang Wagner                            | Kurt Palm                                  |
| 1972(–1978)                | Tannhäuser                 | Erich Leinsdorf (1972), Horst Stein (1972–73), Heinrich Hollreiser (1973–74), Colin Davis (1977–78) | Götz Friedrich          | Jürgen Rose                                | Jürgen Rose                                |
| 1974(–1977)                | Trisztán és Izolda         | Carlos Kleiber (1974–76), Horst Stein (1977) | August Everding         | Josef Svoboda                              | Reinhard Heinrich                          |
| 1975(–1981)                | Parsifal                   | Horst Stein (1975–81), Hans Zender (1975) | Wolfgang Wagner         | Wolfgang Wagner                            | Reinhard Heinrich                          |
| 1976(–1980)                | A Nibelung gyűrűje         | Pierre Boulez | Patrice Chéreau         | Richard Peduzzi                            | Jaques Schmidt                             |
| 1978(–1985)                | A bolygó hollandi          | Dennis Russell Davies (1978–80), Peter Schneider (1981–82), Woldemar Nelsson (1984–85) | Harry Kupfer            | Peter Sykora                               | Reinhard Heinrich                          |
| 1979(–1982)                | Lohengrin                  | Edo de Waart (1979), Woldemar Nelsson (1980–82) | Götz Friedrich          | Günther Uecker                             | Frida Parmeggiani                          |
| 1981(–1987)                | Trisztán és Izolda         | Daniel Barenboim | Jean-Pierre Ponnelle    | Jean-Pierre Ponnelle                       | Jean-Pierre Ponnelle                       |
| 1981(–1988)                | A nürnbergi mesterdalnokok | Mark Elder (1981), Horst Stein (1982–84, 1986), Michael Schønwandt (1987–88) | Wolfgang Wagner         | Wolfgang Wagner                            | Reinhard Heinrich                          |
| 1982(–1988)                | Parsifal                   | James Levine (1982–86, 1988), Daniel Barenboim (1987) | Götz Friedrich          | Andreas Reinhardt                          | Andreas Reinhardt                          |
| 1983(–1986)                | A Nibelung gyűrűje         | Solti György (1983), Peter Schneider (1984–86) | Peter Hall              | William Dudley                             | William Dudley                             |
| 1985(–1995)                | Tannhäuser                 | Giuseppe Sinopoli | Wolfgang Wagner         | Wolfgang Wagner                            | Reinhard Heinrich                          |
| 1987(–1993)                | Lohengrin                  | Peter Schneider | Werner Herzog           | Henning von Gierke                         | Henning von Gierke                         |
| 1988(–1992)                | A Nibelung gyűrűje         | Daniel Barenboim | Harry Kupfer            | Hans Schavernoch                           | Reinhard Heinrich                          |
| 1989(–2001)                | Parsifal                   | James Levine (1989–93), Giuseppe Sinopoli (1994–99), Christoph Eschenbach (2000), Christian Thielemann (2001) | Wolfgang Wagner         | Wolfgang Wagner                            | Reinhard Heinrich                          |
| 1990(–1999)                | A bolygó hollandi          | Giuseppe Sinopoli (1990–93), Peter Schneider (1994, 1998–99) | Dieter Dorn             | Jürgen Rose                                | Jürgen Rose                                |
| 1993(–1999)                | Trisztán és Izolda         | Daniel Barenboim | Heiner Müller           | Erich Wonder                               | Jamamoto Jodzsi                            |
| 1994(–1999)                | A Nibelung gyűrűje         | James Levine | Alfred Kirchner         | Rosalie                                    | Rosalie                                    |
| 1996(–2002)                | A nürnbergi mesterdalnokok | Daniel Barenboim (1996–99), Christian Thielemann (2000–2002) | Wolfgang Wagner         | Wolfgang Wagner                            | Reinhard Heinrich                          |
| 1999(–2005)                | Lohengrin                  | Antonio Pappano (1999–2001), Andrew Davis (2002–2003), Peter Schneider (2005) | Keith Warner            | Stefanos Lazaridis                         | Sue Blane                                  |
| 2000(–2004)                | A Nibelung gyűrűje         | Giuseppe Sinopoli (2000), Fischer Ádám (2001–2004) | Jürgen Flimm            | Erich Wonder                               | Florence von Gerkan                        |
| 2002(–2007)                | Tannhäuser                 | Christian Thielemann (2002–2005), Christoph Ulrich Meier (2007) | Philippe Arlaud         | Philippe Arlaud                            | Carin Bartels                              |
| 2003(–2006)                | A bolygó hollandi          | Marc Albrecht | Claus Guth              | Christian Schmidt                          | Christian Schmidt                          |
| 2004(–2007)                | Parsifal                   | Pierre Boulez (2004–2005), Fischer Ádám (2006–2007) | Christoph Schlingensief | Daniel Angermayr, Thomas Goerge            | Tabea Braun                                |
| 2005(–?)                   | Trisztán és Izolda         | Oue Ejdzsi (2005), Peter Schneider (2006, 2008, 2009) | Christoph Marthaler     | Anna Viebrock                              | Anna Viebrock                              |
| 2006(–2010)                | A Nibelung gyűrűje         | Christian Thielemann | Tankred Dorst           | Frank Philipp Schlößmann                   | Bernd Ernst Skodzig                        |
| 2007(–?)                   | A nürnbergi mesterdalnokok | Sebastian Weigle | Katharina Wagner        | Tilo Steffens                              | Michaela Barth                             |
| 2008(–?)                   | Parsifal                   | Daniele Gatti | Stefan Herheim          | Heike Scheele                              | Gesine Völlm                               |
| 2010(–?)                   | Lohengrin                  | Andris Nelsons | Hans Neuenfels          | Reinhard von der Thannen                   | Reinhard von der Thannen                   |
| Év                         | Opera                      | Karmester | Rendező                 | Díszlettervező                             | Jelmeztervező                              |
| 2011(–2014)                | Tannhäuser                 | Thomas Hengelbrock (2011), Peter Tilling (2011), Christian Thielemann (2012), Axel Kober (2013–14) | Sebastian Baumgarten    | Joep van Lieshout                          | Nina von Mechow                            |
| 2012(–2018)                | A bolygó hollandi          | Christian Thielemann (2012–14), Axel Kober (2015–16, 2018) | Jan Philipp Gloger      | Christof Hetzer                            | Karin Jud                                  |
| 2013(–2017, 2018 A Walkür) | A Nibelung gyűrűje         | Kirill Petrenko (2013–15), Marek Janowski (2016–17), Plácido Domingo (2018 A Walkür) | Frank Castorf           | Aleksandar Denić                           | Adriana Braga Peretzki                     |
| 2015(–2019)                | Trisztán és Izolda         | Christian Thielemann (2015–19) | Katharina Wagner        | Frank Philipp Schlößmann, Matthias Lippert | Thomas Kaiser                              |
| 2016(–2019)                | Parsifal                   | Hartmut Haenchen (2016–17), Marek Janowski (2017), Szemjon Bicskov (2018–19) | Uwe Eric Laufenberg     | Gisbert Jäkel                              | Jessica Karge                              |
| 2017(–?)                   | A nürnbergi mesterdalnokok | Philippe Jordan (2017-?) | Barrie Kosky            | Rebecca Ringst                             | Klaus Bruns                                |
| 2018(–?)                   | Lohengrin                  | Christian Thielemann (2018–?) | Yuval Sharon            | Neo Rauch                                  | Rosa Loy                                   |
| 2019(–?)                   | Tannhäuser                 | Valerij Gergijev (2019), Christian Thielemann (2019) | Tobias Kratzer          | Rainer Sellmaier                           | Rainer Sellmaier                           |
| 2021(–?)                   | A bolygó hollandi          | Okszana Linyiv | Dmitrij Csernyakov      | Dmitrij Csernyakov                         | Jelena Zajceva                             |
| 2022(–?)                   | Ring                       | Pietari Inkinen | Valentin Schwarz        | Cozzi Andrea                               | Andy Besuch                                |
| 2022(–?)                   | Trisztán és Izolda         | Cornelius Meister | Roland Schwab           | Piero Vinciguerra                          | Gabriele Rupprecht                         |
| 2023(–?)                   | Parsifal                   | | Jay Scheib              |                                            |                                            |

## Galéria

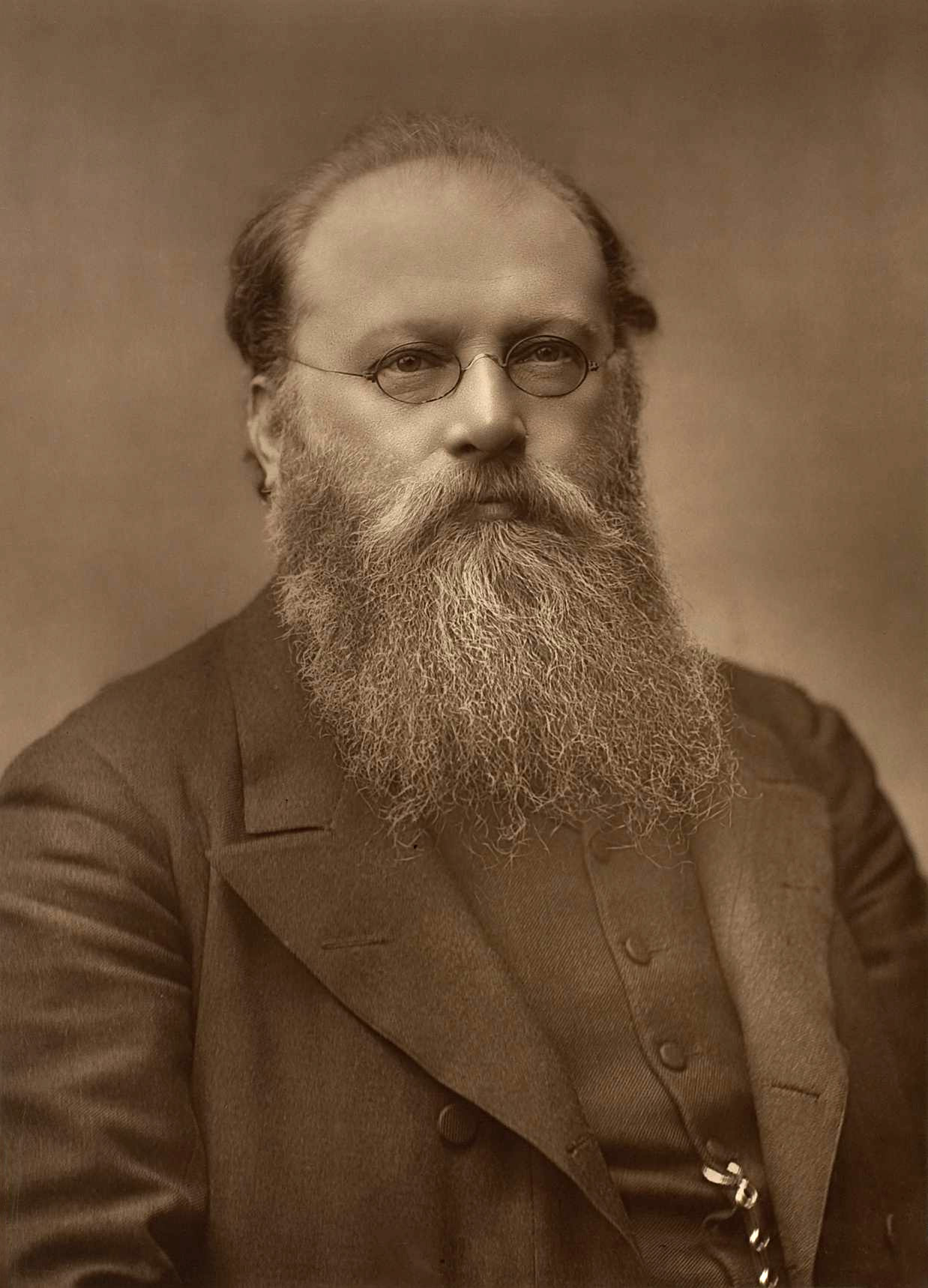
Richter János, a fesztivál első bemutatóinak karmestere
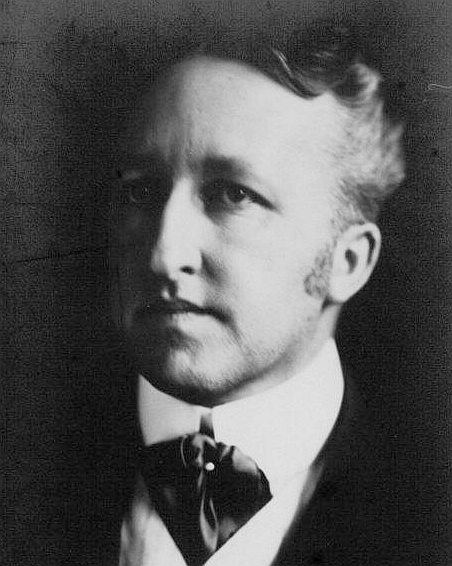
Siegfried Wagner, a fesztivál igazgatója 1908 és 1930 között
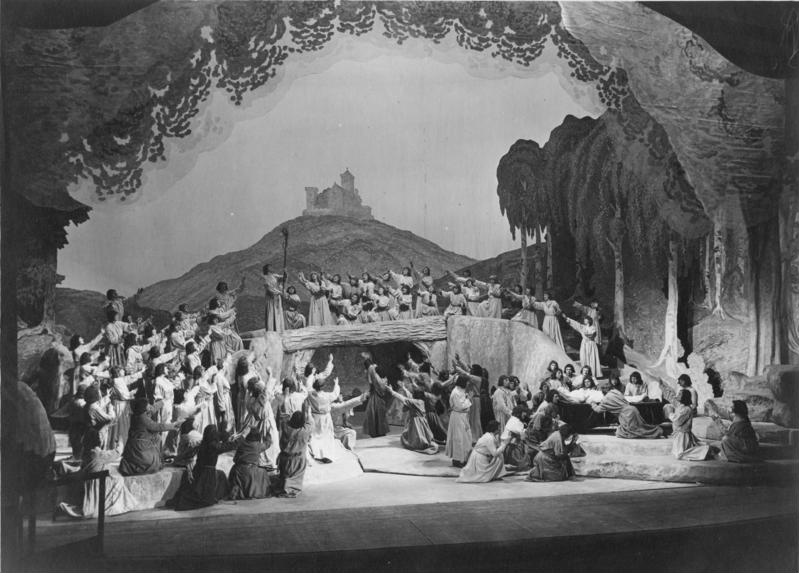
A Tannhäuser zárójelenete az 1930-as játékokon
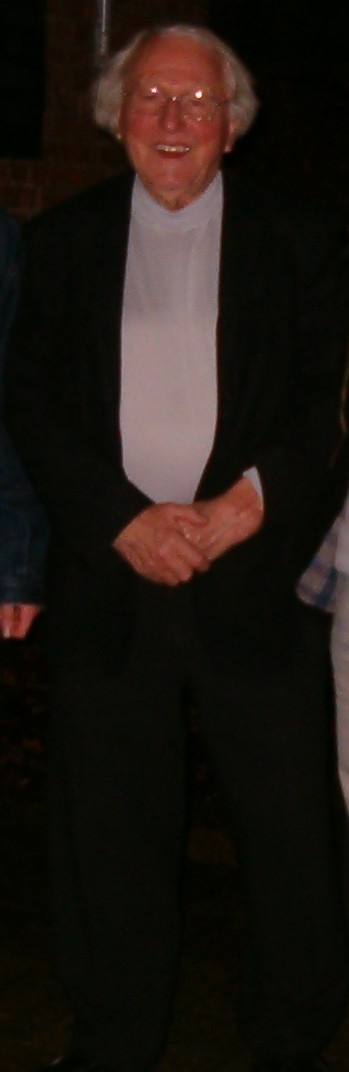
Wolfgang Wagner a fesztivál igazgatója 2008-ig (fényképe 2004-ből)

## Fordítás
- Ez a szócikk részben vagy egészben  a   Bayreuth Festival című angol Wikipédia-szócikk ezen változatának fordításán alapul.  Az eredeti cikk szerkesztőit annak laptörténete sorolja fel. Ez a jelzés csupán a megfogalmazás eredetét és a szerzői jogokat jelzi, nem szolgál a cikkben szereplő információk forrásmegjelöléseként.
- Ez a szócikk részben vagy egészben  a   Bayreuther Festspiele című német Wikipédia-szócikk ezen változatának fordításán alapul.  Az eredeti cikk szerkesztőit annak laptörténete sorolja fel. Ez a jelzés csupán a megfogalmazás eredetét és a szerzői jogokat jelzi, nem szolgál a cikkben szereplő információk forrásmegjelöléseként.